# William Marvin
William Marvin (Fairfield, 14 aprile 1808 – Skaneateles, 9 luglio 1902) è stato un politico e giudice statunitense. Fu il settimo governatore della Florida.

## Biografia
Nativo dello Stato di New York, studiò legge e divenne avvocato. Proveniente da una famiglia numerosa, i genitori rimasero vittime nel 1832 di un'epidemia di febbri, e date le ristrettezze economiche in cui versava fu costretto ad affidare i sette fratelli a numerosi tutori. Nel 1835 il presidente Andrew Jackson lo nominò avvocato distrettuale di Key West, facendolo quindi trasferire nel Territorio della Florida, di cui divenne residente permanente.
Nei decenni successivi fece carriera nel nascente circuito giudiziario floridiano, e nel 1849 James Polk lo nominò giudice distrettuale, carica che avrebbe mantenuto fino al 1863. Durante la sua carriera come magistrato, si distinse per la propria inflessibilità, soprattutto contro i banditi delle Florida Keys, che si guadagnavano da vivere depredando i naufraghi e i relitti delle navi, e i negrieri di contrabbando sorpresi dalla United States Navy. Nel 1846 si sposò con la newyorkese Harriette Foote, che tuttavia morì di parto poco dopo essere giunta nelle Keys col marito; Marvin, nonostante fosse anti-schiavista, comprò una schiava afroamericana per allevare la figlia Hattie.
Nel 1861, poco prima dello scoppio della guerra civile americana, fu sindaco di Key West per alcuni mesi. Essendo tuttavia unionista convinto, al precipitare degli eventi rifiutò di giurare fedeltà agli Stati Confederati d'America, e riuscì con successo a mantenere Key West sotto controllo nordista imponendovi la legge marziale e costringendo i sudisti a fuggire sulla terraferma. Nel 1863, mentalmente esausto e a causa della bassa autostima che lo afflisse per tutta la vita, si dimise dai suoi incarichi e tornò a New York, dove esercitò l'avvocatura fino al 1865.
Dopo la sconfitta degli Stati Confederati, Andrew Johnson nominò Marvin nuovo governatore della Florida al posto del decaduto sudista Abraham K. Allison per riportare l'ordine e l'amministrazione sotto controllo unionista. Durante i cinque mesi di mandato Marvin abrogò l'ordinanza di secessione del 1861, stilò una nuova costituzione anti-schiavista e convocò una nuova convenzione statale per riorganizzare la politica locale. Istituì inoltre la carica di vicegovernatore della Florida, e indisse le prime elezioni dalla fine della guerra per il 29 novembre 1865.
Dopo il termine del mandato venne eletto senatore, ma i politici nordisti invalidarono l'elezione della stragrande maggioranza dei rappresentanti del Sud, Marvin compreso, che quindi non entrò mai in carica. Amareggiato, si ritirò dalla politica e rientrò nella nativa New York; si risposò con Eliza Jewett e passò il resto della vita dedicandosi al giardinaggio, morendo nel 1902.